# Reformierte Kirche S. Trinità (Vicosoprano)

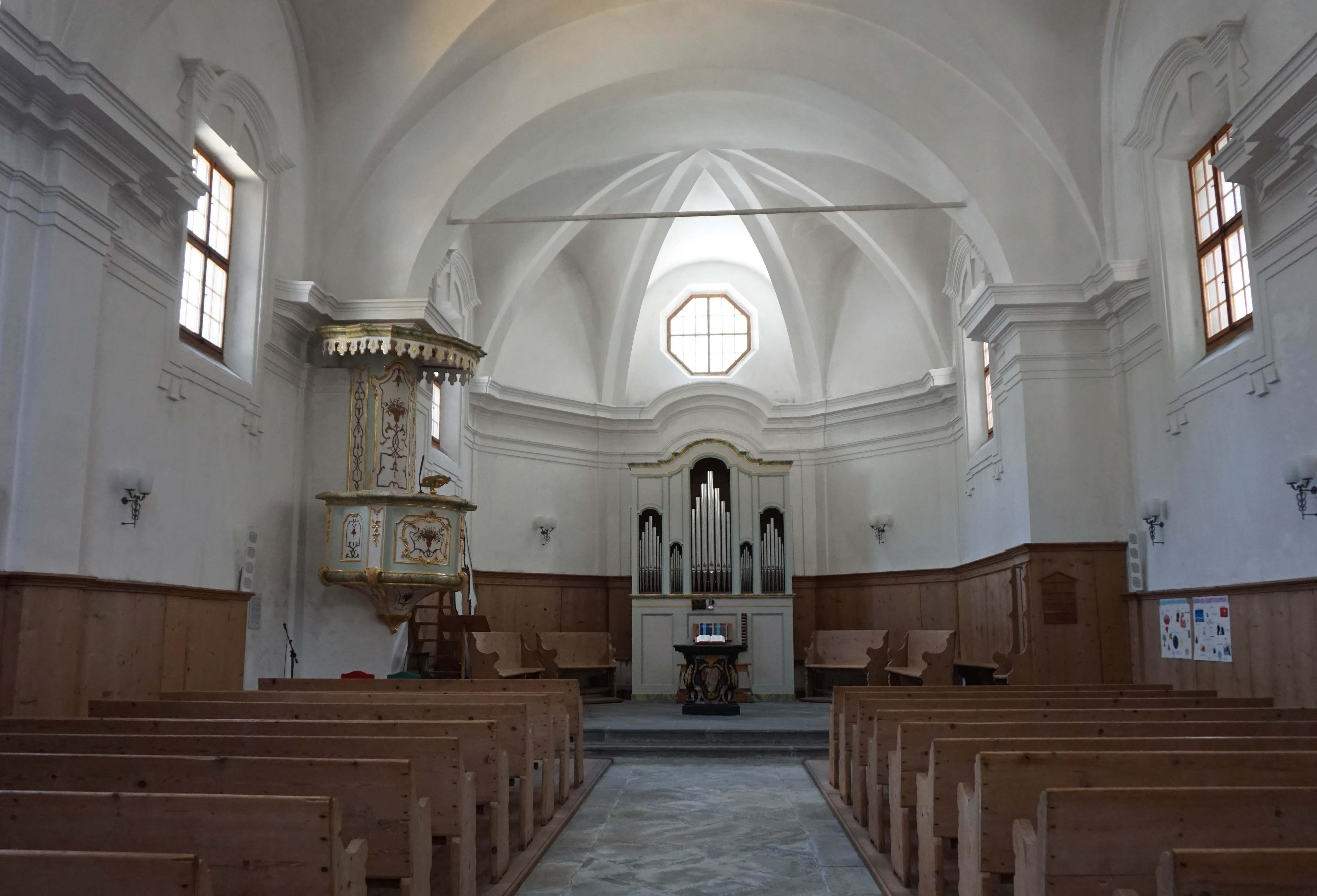
S.Trinita Vicosoprano, Inneres

Die reformierte Kirche S. Trinità (italienisch für «Heilige Dreieinigkeit») in Vicosoprano im Bergell ist ein evangelisch-reformiertes Gotteshaus unter dem Denkmalschutz des Kantons Graubünden. Sie ist nach San Cassiano die jüngere der beiden reformierten Dorfkirchen und heute die Hauptpredigtkirche im Ort. Letztmals restauriert wurde sie 2001.

## Geschichte und Ausstattung
Die Kirche wurde in den Jahren 1758–61 im Barockstil mit einem filigranen Portal aus Granit errichtet. Markanterweise fehlt ihr ein Turm. Das Kirchenschiff ist von Kreuzgewölbe, der Chor von Fächergewölbe überzogen. Statt eines für reformierte Bündnerkirchen typischen Taufsteins steht seit 1760 ein Abendmahlstisch im Zentrum. Die Kanzel zeigt Stilmerkmale des Rokoko. Die Orgel ist jüngeren Datums und wurde 1974 eingebaut. 

## Kirchliche Organisation
Vicosoprano gehört mit den weiteren Bergeller Kirchen zur Kirchengemeinde Bregaglia der Evangelisch-reformierte Landeskirche Graubünden.